# سوپر لیگ فوتبال یونان
سوپر لیگ فوتبال یونان (به یونانی: Σούπερ Λίγκα Ελλάδα) معتبرترین لیگ فوتبال در کشور یونان است که از ۱۹۵۹ میلادی تاکنون در این کشور برگزار می‌شود. این لیگ از ۱۶ تیم که از سراسر کشور یونان در آن شرکت می‌کنند برگزار می‌شود. این لیگ در آخرین رتبه‌بندی یوفا در ۲۰ اوت ۲۰۱۵، جایگاه سیزدهمین لیگ برتر اروپا را در اختیار دارد.

تا کنون تنها شش باشگاه توانسته‌اند قهرمانی لیگ یونان را به دست آورند. سه باشگاه بزرگ شهر استان آتیک (المپیاکوس پیرئوس، پاناتینایکوس و آ.ا. ک آتن بیشترین تعداد قهرمانی در این لیگ را در اختیار دارند و تنها سه باشگاه پائوک تسالونیکی، آریس تسالونیکی و لاریسا توانسته‌اند در زمان‌های کوتاه استیلای سه تیم بزرگ شهر آتیک بر سوپر لیگ یونان را بشکنند. المپیاکوس در مجموع با ۴۸ قهرمانی پرافتخارترین تیم این سری مسابقات نیز به‌شمار می‌رود.

## شیوه برگزاری لیگ
این لیگ از ۱۶ تیم تشکیل شده‌است که تیم‌ها به صورت دوره‌ای یک‌بار با هرکدام از تیم‌های حاضر در جدول به صورت رفت و برگشت پیکار می‌کنند. در پایان مسابقات لیگ سه تیم انتهای جدول (رتبه‌های ۱۴، ۱۵ و ۱۶) مستقیماً از سوپر لیگ حذف می‌شوند و سه تیم صعودکننده از لیگ دسته اول جایگزین آن‌ها می‌شوند. این لیگ دو نماینده در لیگ قهرمانان اروپا دارد که تیم قهرمان به صورت مستقیم به به دور گروهی لیگ قهرمانان صعود می‌کند.
 تکلیف تیم دوم صعودکننده به لیگ قهرمانان را تیم‌های دوم تا پنجم رده‌بندی سوپر لیگ در یک گروه به صورت دوره‌ای (رفت و برگشت) مشخص می‌کنند. پیش از آغاز مرحله پلی‌آف، تیم پنجم و چهارم جدول رده‌بندی سوپر لیگ، رقابت‌ها را بدون امتیاز آغاز می‌کنند، حال آنکه تیم سوم با امتیاز دو و تیم دوم سوپر لیگ نیز با امتیاز سه این مرحله را آغاز می‌کنند. در پایان این مرحله هر تیمی که امتیاز بیشتری را کسب کند به عنوان دومین نمایندهٔ یونان در لیگ قهرمانان انتخاب و به مرحلهٔ سوم انتخابی این مسابقات راه می‌یابد.

تیم‌های دوم تا چهارم پلی‌آف نیز به عنوان نمایندگان یونان در لیگ اروپا بازی خواهند کرد.
در سوپر لیگ فصل جاری (۲۰۲۱-۲۰۲۲) باشگاه‌های زیر حاضر هستند.
در سوپر لیگ فصل جاری (۲۰۲۱-۲۰۲۲) باشگاه‌های زیر حاضر هستند.
- باشگاه فوتبال گیانینا
- باشگاه فوتبال ولس
- باشگاه فوتبال او.اف.آی کرته
- باشگاه فوتبال یونیکوس
- باشگاه فوتبال لامیا ۱۹۶۴
- باشگاه فوتبال المپیاکوس
- باشگاه فوتبال آ. ا. ک آتن
- باشگاه فوتبال آپولون اسمیرنیس
- باشگاه فوتبال آریس سالونیک
- باشگاه فوتبال آترومیتوس
- باشگاه فوتبال پاناتینایکوس
- باشگاه فوتبال پانتولیکوس
- باشگاه فوتبال پائوک
- باشگاه فوتبال آستراس تریپولی

## قهرمانی بر پایه باشگاه
| باشگاه           | قهرمانی | نایب‌قهرمانی | سال‌های قهرمانی |
| ---------------- | ------- | ----------- | --- |
| المپیاکوس        | ۴۸      | ۱۸          | ۱۹۳۱، ۱۹۳۳، ۱۹۳۴، ۱۹۳۶، ۱۹۳۷، ۱۹۳۸، ۱۹۴۷، ۱۹۴۸، ۱۹۵۱، ۱۹۵۴، ۱۹۵۵، ۱۹۵۶، ۱۹۵۷، ۱۹۵۸، ۱۹۵۹، ۱۹۶۶، ۱۹۶۷، ۱۹۷۳، ۱۹۷۴، ۱۹۷۵، ۱۹۸۰، ۱۹۸۱، ۱۹۸۲، ۱۹۸۳، ۱۹۸۷، ۱۹۹۷، ۱۹۹۸، ۱۹۹۹، ۲۰۰۰، ۲۰۰۱، ۲۰۰۲، ۲۰۰۳، ۲۰۰۵، ۲۰۰۶، ۲۰۰۷، ۲۰۰۸، ۲۰۰۹، ۲۰۱۱، ۲۰۱۲، ۲۰۱۳، ۲۰۱۴، ۲۰۱۵، ۲۰۱۶، ۲۰۱۷، ۲۰۲۰، ۲۰۲۱، ۲۰۲۲، ۲۰۲۵ |
| پاناتینایکوس     | ۲۰      | ۲۴          | ۱۹۳۰، ۱۹۴۹، ۱۹۵۳، ۱۹۶۰، ۱۹۶۱، ۱۹۶۲، ۱۹۶۴، ۱۹۶۵، ۱۹۶۹، ۱۹۷۰، ۱۹۷۲، ۱۹۷۷، ۱۹۸۴، ۱۹۸۶، ۱۹۹۰، ۱۹۹۱، ۱۹۹۵، ۱۹۹۶، ۲۰۰۴، ۲۰۱۰ |
| آ.ا. ک آتن       | ۱۳      | ۱۹          | ۱۹۳۹، ۱۹۴۰، ۱۹۶۳، ۱۹۶۸، ۱۹۷۱، ۱۹۷۸، ۱۹۷۹، ۱۹۸۹، ۱۹۹۲، ۱۹۹۳، ۱۹۹۴، ۲۰۱۸، ۲۰۲۳ |
| پائوک\|          | ۴       | ۹           | ۱۹۷۶، ۱۹۸۵، ۲۰۱۹، ۲۰۲۴ |
| آریس سالونیک     | ۳       | ۱           | ۱۹۲۸، ۱۹۳۲، ۱۹۴۶ |
| لاریسا           | ۱       | ۱           | ۱۹۸۸ |
| ایراکلیس ۱۹۰۸    | ۰       | ۳           | ————————— |
| Ethnikos Piraeus | ۰       | ۲           | ————————— |
| پانیونیوس        | ۰       | ۲           | ————————— |
| او‌اف‌ئی کرته      | ۰       | ۱           | ————————— |